# Justin Vernon
Justin DeYarmond Edison Vernon é um cantor, compositor, multi-instrumentista e produtor estadunidense. É o líder da banda Bon Iver e possui diversos outros projetos musicais, como as bandas Volcano Choir e Gayngs.

## Início de carreira
Enquanto ainda estava no colegial e na faculdade, Justin fundou as bandas Mount Vernon e DeYarmond Edison, ambas de origem de Eau Claire, Wisconsin, onde ele ainda vive.
A banda DeYarmond Edison`s era formada por Justin, Brad e Phil Cook, e Joe Westerlund. Ela mudou diversas vezes de line-up durante seus 5 anos de existência.
Depois de participar do cenário musical de Eau Claire, os quatro membros da banda decidiram se mudar para Ralheigh,  Carolina do Norte, para tentar sua sorte na música. A banda lançou por conta própria dois discos, o primeiro com o nome da banda, e o segundo chamado "Silent Signs", e mais um EP com materiais não lançados foi disponibilizado na página do MySpace da banda.
Após um ano em Raleigh, Justing partiu para Wisconsin depois de romper com a banda e com uma namorada. Os membros restantes da banda DeYarmond Edison formaram uma nova banda chamada Megafun e ainda permanecem amigos com Justin.

## Discografia

### com Gayngs
- 2010 Relayted

### com Bon Iver
- For Emma, Forever Ago (2008)
- Blood Bank (2009)
- Bon Iver, Bon Iver (2011)
- 22, A Million (2016)
- i,i (2019)

### com Volcano Choir
- 2009 Unmap
- 2013 Repave

### com Eau Claire Memorial Jazz I Ensemble
- 2009 A Decade With Duke

### com The Shouting Matches
- 2008 Mouthoil (EP não lançado)

### como Justin Vernon
- 2005 Self Record
- 2006 Hazeltons

### com DeYarmond Edison
- 2004 DeYarmond Edison
- 2005 Silent Signs
- 2006 The Bickett Residency
- 2006 Unreleased EP

### como JD Vernon
- 2001 Feels Like Home

### com Mount Vernon
- 1998 We Can Look Up
- 2000 All of Us Free

### Com Big Red Machine
- Big Red Machine (2018)
- How Long Do You Think It's Gonna Last? (2021)